# Physical Address Extension
Physical Address Extension (PAE) is een functie op x86- en x86-64-processoren die het mogelijk maakt om meer dan 4 GB intern geheugen te adresseren. Het besturingssysteem van een computer dient ondersteuning te bieden voor deze extra functionaliteit. In de loop van 2008 werden de meeste besturingssystemen aan deze functionaliteit aangepast. Bij oudere besturingssystemen ontbreekt meestal de ondersteuning.

## Geschiedenis
PAE werd voor het eerst geïntroduceerd in de Pentium Pro in 1995, hoewel de gezamenlijke chipsets meestal geen ondersteuning boden voor de vereiste extra adresbits. PAE was ook beschikbaar op processors van AMD, zoals de Athlon.

## Ondersteuning
Om PAE te gebruiken, moet het ook worden ondersteund door het besturingssysteem. Echter, PAE zorgt voor langere toegangstijden door het beheer van virtueel geheugen, paging, en 32 bit PCI-toegang, die bij een limiet van het geheugen tot 4 GiB niet nodig zou zijn.
Op de meeste computers is PAE nog steeds actief, alleen met geactiveerde PAE kan het "No Execute-bit" worden gebruikt. Dit is om te voorkomen dat schadelijke software kan indringen, waaronder een virusaanval op de computer. Overeenkomstige gegevensgebieden worden hier gemarkeerd als 'niet-uitvoerbaar'. Wanneer een sprong gemaakt wordt naar een adres in een dergelijk gebied, vindt er een overtreding plaats, en wordt het programma gestopt. Omdat slecht geprogrammeerde software hierdoor niet meer goed werkt, is deze optie in Microsoft Windows standaard ingeschakeld voor besturingssysteem-specifieke processen. Hierdoor wordt de oorspronkelijk beoogde verbeterde beveiliging echter tenietgedaan.

## Besturingssystemen
BSD-familieFreeBSD ondersteunt PAE vanaf 4.9, 5.1, en in alle 6.x-versies. De PAE-configuratieoptie is vereist in de Kernel.
Haikuondersteunt PAE vanaf Haiku R1 alpha 3.
Linuxde Linux-kernel bevat vanaf versie 2.3.23 volledige PAE-ondersteuning. Vanaf 2009 is PAE bij vele Linux distributies bijgesloten omdat PAE voor de "No Execute-bit" vereist is.
Mac OS Xalle Intel-versies ondersteunen PAE (vanaf 10.4.4).
Microsoft WindowsPAE wordt vanaf Windows 2000, en XP en hoger ondersteund. Vaak moet deze optie bij het opstarten geactiveerd worden. In de 32 bit-versies wordt PAE nog beperkt door de geheugenlimiet tot 4 GB.
Solarisondersteunt PAE vanaf versie 7.